# Садки (річка)
Садки — річка в Донецькій області України, права притока річки Булавина.

## Загальні відомості
Довжина 18 км; площа басейну близько 80 км². місце витоку: селище Каютове Горлівської міськради; Висота витоку 274 м над рівнем моря; координати витоку: N48°18'54" E 38°12'56"; місце гирла: на захід від села Авіловка Єнакіївської міськради; висота гирла 130 м над рівнем моря; координати гирла: N 48°11'42" E 38°09'50"; ухил річки: 8.0 м/км;
На Садках розташований ставок, що носить ім'я Єнакіївське море.

## Назва
Виникнення гидронима «Садки» — копанки, куди «садили» рибу.

## Притоки
Балка Бормут (л), Балка Гальченко (п), Балка Поклонська (п), Балка Хотня (п), Балка Шаповалівська (п).

## Населені пункти на річці
У своїй верхній течії річка протікає по густонаселеній місцевості.
Населені пункти України (вниз за течією): Горлівка (Каютове, Кондратівський, Єнакієве (Веровка, Карло-Марксове, Старопетрівське).